# Haivoron
Haivoron (em ucraniano:  Гайворон) é uma cidade da Ucrânia, situada no Oblast de Kirovogrado. Sua população em 2020 foi estimada em 14.344 habitantes.